# Vegakameratene 2012-2013
Questa voce raccoglie le informazioni riguardanti il Vegakameratene nelle competizioni ufficiali della stagione 2012-2013.

## Stagione
Il Vegakameratene, campione in carica, ha mantenuto il titolo al termine della stagione, vincendo il terzo titolo della sua storia. In virtù dell'affermazione dell'annata precedente, la squadra ha affrontato la Coppa UEFA, venendo eliminata nel turno principale.

## Rosa
| N° | Naz.                | Ruolo | Sportivo               | Anno     |  |  |
| -- | ------------------- | ----- | ---------------------- | -------- |  |  |
|    | Norvegia (bandiera) | POR   | Martin Fløystad        |          |  |  |
|    | Norvegia (bandiera) | POR   | Mathias Haugvik        | 20.03.87 |  |  |
|    | Norvegia (bandiera) | POR   | Kenneth Rakvaag        | 20.08.83 |  |  |
|    | Norvegia (bandiera) | DIF   | Stian Berre            | 22.10.88 |  |  |
|    | Norvegia (bandiera) | DIF   | Karl Morten Eek        | 25.06.88 |  |  |
|    | Norvegia (bandiera) | DIF   | Petter Høvik           | 21.08.91 |  |  |
|    | Norvegia (bandiera) | DIF   | Jan Are Klaussen       | 15.05.86 |  |  |
|    | Norvegia (bandiera) | DIF   | Lars Magnus Klaussen   | 31.12.90 |  |  |
|    | Norvegia (bandiera) | DIF   | Tor Christian Klaussen | 14.05.80 |  |  |
|    | Norvegia (bandiera) | DIF   | Kim Rune Ovesen        | 24.06.87 |  |  |
|    | Norvegia (bandiera) | DIF   | Håvard Solem           | 11.10.85 |  |  |
|    | Norvegia (bandiera) | DIF   | Jonas Wiseth           | 02.09.87 |  |  |
|    | Norvegia (bandiera) | PIV   | Stian Johnsen          | 01.11.81 |  |  |
|    | Norvegia (bandiera) | PIV   | Thomas Klaussen        | 11.03.88 |  |  |
|    | Norvegia (bandiera) | PIV   | Christopher Moen       | 26.06.91 |  |  |
|    | Norvegia (bandiera) | PIV   | Andreas Nordby         | 29.06.89 |  |  |
|    | Norvegia (bandiera) | PIV   | Morten Ravlo           | 20.08.83 |  |  |
|    | Norvegia (bandiera) |       | Espen Wik              |          |  |  |

## Risultati

### Eliteserie

#### Girone di andata
| Oslo 3 novembre 2012, ore 17:15 1ª giornata | Nesjar          | 3 – 3 referto | Vegakameratene | KFUM-Hallen\| Arbitro: \| Kiil Andreassen \| |
| Arbitro:                                    | Kiil Andreassen |               |                |                                              |

| Oslo 4 novembre 2012, ore 12:45 2ª giornata | Kongsvinger | 0 – 4 referto | Vegakameratene | KFUM-Hallen\| Arbitro: \| Eidhammer \| |
| Arbitro:                                    | Eidhammer   |               |                |                                        |

| Stjørdal 5 gennaio 2013, ore 20:45 3ª giornata | Vegakameratene | 2 – 2 referto | Vadmyra | Stjørdalshallen\| Arbitro: \| Tvedt \| |
| Arbitro:                                       | Tvedt          |               |         |                                        |

| Larvik 1º dicembre 2012, ore 17:15 4ª giornata | Vegakameratene | 6 – 4 referto | Grorud | Arena Larvik\| Arbitro: \| Eidhammer \| |
| Arbitro:                                       | Eidhammer      |               |        |                                         |

| Larvik 2 dicembre 2012, ore 16:15 5ª giornata | Vegakameratene | 3 – 1 referto | Horten | Arena Larvik\| Arbitro: \| Hanssen \| |
| Arbitro:                                      | Hanssen        |               |        |                                       |

| Brønnøysund 9 marzo 2013, ore 16:30 6ª giornata | Vegakameratene | 3 – 0 referto | Nidaros | Brønnøyhallen\| Arbitro: \| Myklebust \| |
| Arbitro:                                        | Myklebust      |               |         |                                          |

| Tiller 16 dicembre 2012, ore 13:00 7ª giornata | Vegakameratene | 2 – 4 referto | Tiller | KVT Hallen\| Arbitro: \| Myklebust \| |
| Arbitro:                                       | Myklebust      |               |        |                                       |

| Stjørdal 5 gennaio 2013, ore 12:00 8ª giornata | Solør | 0 – 2 referto | Vegakameratene | Stjørdalshallen\| Arbitro: \| Tvedt \| |
| Arbitro:                                       | Tvedt |               |                |                                        |

| Stjørdal 6 gennaio 2013, ore 18:00 9ª giornata | KFUM Oslo | 2 – 0 referto | Vegakameratene | Stjørdalshallen\| Arbitro: \| Krokdal \| |
| Arbitro:                                       | Krokdal   |               |                |                                          |

#### Girone di ritorno
| Fyllingsdalen 2 febbraio 2013, ore 13:45 10ª giornata | Vegakameratene | 9 – 0 referto | Nesjar | Framohallen A\| Arbitro: \| Ølmheim \| |
| Arbitro:                                              | Ølmheim        |               |        |                                        |

| Fyllingsdalen 3 febbraio 2013, ore 12:45 11ª giornata | Vegakameratene | 5 – 3 referto | Kongsvinger | Framohallen A\| Arbitro: \| Schjølberg \| |
| Arbitro:                                              | Schjølberg     |               |             |                                           |

| Fyllingsdalen 2 febbraio 2013, ore 14:30 12ª giornata | Vadmyra | 0 – 5 referto | Vegakameratene | Framohallen A\| Arbitro: \| Iversen \| |
| Arbitro:                                              | Iversen |               |                |                                        |

| Oslo 16 febbraio 2013, ore 17:15 13ª giornata | Grorud | 1 – 7 referto | Vegakameratene | KFUM-Hallen\| Arbitro: \| Tariq \| |
| Arbitro:                                      | Tariq  |               |                |                                    |

| Oslo 17 febbraio 2013, ore 16:15 14ª giornata | Horten  | 3 – 5 referto | Vegakameratene | KFUM-Hallen\| Arbitro: \| Iversen \| |
| Arbitro:                                      | Iversen |               |                |                                      |

| Sandnessjøen 10 marzo 2013, ore 15:45 15ª giornata | Nidaros    | 2 – 6 referto | Vegakameratene | Stamneshallen\| Arbitro: \| Schjølberg \| |
| Arbitro:                                           | Schjølberg |               |                |                                           |

| Tiller 15 dicembre 2012, ore 18:00 16ª giornata | Tiller  | 1 – 1 referto | Vegakameratene | KVT Hallen\| Arbitro: \| Krokdal \| |
| Arbitro:                                        | Krokdal |               |                |                                     |

| Stjørdal 16 marzo 2013, ore 12:00 17ª giornata | Vegakameratene  | 11 – 1 referto | Solør | Stjørdalshallen\| Arbitro: \| Kiil Andreassen \| |
| Arbitro:                                       | Kiil Andreassen |                |       |                                                  |

| Stjørdal 17 marzo 2013, ore 14:30 18ª giornata | Vegakameratene | 6 – 1 referto | KFUM Oslo | Stjørdalshallen\| Arbitro: \| Hanssen \| |
| Arbitro:                                       | Hanssen        |               |           |                                          |

### Coppa UEFA
| Andorra la Vella 8 agosto 2012, ore 20:45 Turno preliminare 1ª giornata | Encamp | 2 – 4 referto | Vegakameratene | Poliesportiu d'Andorra |

| Andorra la Vella 9 agosto 2012, ore 18:30 Turno preliminare 2ª giornata | Vegakameratene | 0 – 0 referto | Nahalat Yitzhak | Poliesportiu d'Andorra |

| Andorra la Vella 11 agosto 2012, ore 20:45 Turno preliminare 3ª giornata | Shahumyan | 1 – 4 referto | Vegakameratene | Poliesportiu d'Andorra |

| Riga 5 settembre 2012, ore 17:30 Turno principale 1ª giornata | Ekonomac | 6 – 2 referto | Vegakameratene | Olimpiskais Sporta Centrs |

| Riga 6 settembre 2012, ore 20:00 Turno principale 2ª giornata | Nikars | 2 – 1 referto | Vegakameratene | Olimpiskais Sporta Centrs |

| Riga 8 settembre 2012, ore 13:30 Turno principale 3ª giornata | Vegakameratene | 4 – 2 referto | Železarec | Olimpiskais Sporta Centrs |